# Utgrävningstjärnen (Sorsele socken, Lappland, 729607-155150)
Utgrävningstjärnen är en sjö i Sorsele kommun i Lappland och ingår i Umeälvens huvudavrinningsområde. Utgrävningstjärnen ligger i Vindelfjällen Natura 2000-område.